# Aomori (Aomori)
Aomori (青森市 Aomori-shi?) es una ciudad y capital de la prefectura de Aomori, Japón. En junio de 2019 tenía una población estimada de 276.567 habitantes y una densidad de población de 335 personas por km². Su área total es de 824,61 km².

## Etimología
El nombre de Aomori se compone de los kanjis 青 (ao, "azul") y 森 (mori, "bosque"), por lo que vendría a significar "bosque azul". Aunque también existe una teoría de que el nombre proviene de a-o-mori ("colina sobresaliente") en el idioma ainu.

## Historia
La actual ciudad de Aomori tiene ruinas del período Jōmon, y antes del período Edo fue el sitio de la aldea pesquera de Utō (善知鳥村; Utō-mura). A principios del período Edo, en 1624 (hay varias opiniones sobre el año exacto), Utō fue renombrada como Aomori y se construyó un puerto. La ciudad de Aomori fue fundada oficialmente el 1 de abril de 1898.

## Geografía

### Localidades circundantes
- Prefectura de Aomori
  - Fujisaki
  - Goshogawara
  - Hirakawa
  - Hiranai
  - Itayanagi
  - Kuroishi
  - Shichinohe
  - Towada
  - Yomogita

## Demografía
Según los datos del censo japonés, esta es la población de Aomori en los últimos años.
| 1995    | 2000    | 2005    | 2010    | 2015    |
| ------- | ------- | ------- | ------- | ------- |
| 314.917 | 318.732 | 311.386 | 299.520 | 287.648 |

## Aomori Nebuta Festival
Un conocido festival de verano en Japón.

## Clima
Como la mayoría de la zona de Tōhoku, Aomori posee un clima templado húmedo con veranos calurosos y fríos, aunque no extremos, inviernos. La localidad tiene el reconocimiento por poseer una de las mayores cantidades de nieve caída en promedio en todo el mundo.
| Parámetros climáticos promedio de Aomori | Parámetros climáticos promedio de Aomori | Parámetros climáticos promedio de Aomori | Parámetros climáticos promedio de Aomori | Parámetros climáticos promedio de Aomori | Parámetros climáticos promedio de Aomori | Parámetros climáticos promedio de Aomori | Parámetros climáticos promedio de Aomori | Parámetros climáticos promedio de Aomori | Parámetros climáticos promedio de Aomori | Parámetros climáticos promedio de Aomori | Parámetros climáticos promedio de Aomori | Parámetros climáticos promedio de Aomori | Parámetros climáticos promedio de Aomori |
| Mes                                      | Ene.                                     | Feb.                                     | Mar.                                     | Abr.                                     | May.                                     | Jun.                                     | Jul.                                     | Ago.                                     | Sep.                                     | Oct.                                     | Nov.                                     | Dic.                                     | Anual                                    |
| ---------------------------------------- | ---------------------------------------- | ---------------------------------------- | ---------------------------------------- | ---------------------------------------- | ---------------------------------------- | ---------------------------------------- | ---------------------------------------- | ---------------------------------------- | ---------------------------------------- | ---------------------------------------- | ---------------------------------------- | ---------------------------------------- | ---------------------------------------- |
| Temp. máx. abs. (°C)                     | 13.5                                     | 17.1                                     | 20.1                                     | 28.3                                     | 31.3                                     | 33.5                                     | 35.4                                     | 36.7                                     | 36.1                                     | 30.5                                     | 23.8                                     | 21.1                                     | 36.7                                     |
| Temp. máx. media (°C)                    | 1.6                                      | 2.3                                      | 6.3                                      | 13.5                                     | 18.4                                     | 21.7                                     | 25.4                                     | 27.7                                     | 24.0                                     | 18.0                                     | 10.9                                     | 4.6                                      | 14.5                                     |
| Temp. media (°C)                         | -1.2                                     | -0.7                                     | 2.4                                      | 8.3                                      | 13.3                                     | 17.2                                     | 21.1                                     | 23.3                                     | 19.3                                     | 13.1                                     | 6.8                                      | 1.5                                      | 10.4                                     |
| Temp. mín. media (°C)                    | -3.9                                     | -3.7                                     | -1.3                                     | 3.7                                      | 8.9                                      | 13.5                                     | 18.0                                     | 19.8                                     | 15.1                                     | 8.6                                      | 3.0                                      | -1.4                                     | 6.7                                      |
| Temp. mín. abs. (°C)                     | -23.5                                    | -24.7                                    | -18.4                                    | -12.2                                    | -1.4                                     | 4.0                                      | 6.5                                      | 8.9                                      | 3.0                                      | -2.4                                     | -12.1                                    | -20.6                                    | -24.7                                    |
| Precipitación total (mm)                 | 144.9                                    | 111.0                                    | 69.9                                     | 63.4                                     | 80.6                                     | 75.6                                     | 117.0                                    | 122.7                                    | 122.7                                    | 103.9                                    | 137.7                                    | 150.8                                    | 1300.1                                   |
| Nevadas (cm)                             | 225                                      | 176                                      | 76                                       | 6                                        | 0                                        | 0                                        | 0                                        | 0                                        | 0                                        | 0                                        | 32                                       | 153                                      | 669                                      |
| Días de precipitaciones (≥ 0.5 mm)       | 24.3                                     | 20.7                                     | 16.7                                     | 11.2                                     | 11.5                                     | 9.4                                      | 10.3                                     | 10.7                                     | 11.8                                     | 14.5                                     | 18.8                                     | 23.3                                     | 183.2                                    |
| Días de nevadas (≥ 1 mm)                 | 28.5                                     | 24.2                                     | 19.5                                     | 3.3                                      | 0                                        | 0                                        | 0                                        | 0                                        | 0                                        | 0.4                                      | 9.4                                      | 23.1                                     | 108.4                                    |
| Horas de sol                             | 51.3                                     | 69.8                                     | 130.5                                    | 182.3                                    | 201.1                                    | 179.6                                    | 159.5                                    | 180.3                                    | 158.4                                    | 149.7                                    | 87.6                                     | 52.8                                     | 1602.7                                   |
| Humedad relativa (%)                     | 78                                       | 76                                       | 69                                       | 66                                       | 70                                       | 78                                       | 80                                       | 79                                       | 76                                       | 73                                       | 72                                       | 77                                       | 74.5                                     |
| [cita requerida]                         |                                          |                                          |                                          |                                          |                                          |                                          |                                          |                                          |                                          |                                          |                                          |                                          |                                          |

## Relaciones internacionales

### Ciudades hermanadas
- Kecskemét, Hungría – desde el 4 de agosto de 1994
- Pyeongtaek, Corea del Sur – desde el 28 de agosto de 1995
- Dalián, China – desde el 24 de diciembre de 2004
- Hsinchu, Taiwán – desde el 17 de octubre de 2014